# Sarah Jane Woodson Early
Sarah Jane Woodson Early, född 1825, död 1907, var en amerikansk lärare. 
Hon blev 1858 den första afro-amerikanska kvinna som blev anställd som professor, då hon anställdes som lärare vid Wilberforce University.